# 장평초등학교 (경기)
장평초등학교는 대한민국 경기도 용인시 처인구 백암면 장평리에 있는 공립 초등학교이다.

## 학교 연혁
- 1934년 4월 20일 : 백암공립보통학교 부설 장평간이학교로 개교
- 1944년 1월 3일 : 장평공립국민학교로 승격
- 1985년 11월 1일 : 체육부 지정 급식학교
- 1989년 11월 2일 : 교육부 지정 인성교육 시범학교 운영 보고
- 1996년 3월 1일 : 교육부 지정 인성교육시범학교 운영(2년간)
- 1980년 3월 1일 : 병설유치원 개원
- 1996년 3월 1일 : 장평초등학교로 개칭
- 2006년 9월 28일 : 학교숲 가꾸기 준공
- 2009년 7월 17일 : 교육과학기술부 지정 농산어촌 전원학교 및 자율학교 운영
- 2010년 2월 17일 : 제61회 졸업식
- 2011년 3월 1일 : 일반학급 6, 병설유치원 1학급 편성
- 2015년 2월 13일 : 제66회 졸업식(누계 3,514명)
- 2015년 3월 1일 : 초등학교 6학급 편성, 유치원 혼합복식 1학급 편성
- 2015년 3월 1일 : 제27대 정병호 교장 부임
- 2019년 3월 1일 : 제29대 이중형교장 부임